# سیارک ۴۱۳۴
سیارک ۴۱۳۴ (به انگلیسی: 4134 Schutz، نامگذاری:1961CR) چهار هزار و صد و سی و چهارمین سیارک کشف شده‌است که در ۱۵ فوریه ۱۹۶۱ کشف شد.
قدر مطلق سیارک برابر ۱۳٫۹۰ است.